# Centralna Szkoła Państwowej Straży Pożarnej w Częstochowie
Centralna Szkoła Państwowej Straży Pożarnej, CSPSP – zespół szkół policealnych w Częstochowie, którego zadaniem jest kształcenie i doskonalenie zawodowe strażaków, aspirantów straży pożarnej, pracowników i inspektorów ochrony przeciwpożarowej. Szkoła podległa jest Komendzie Głównej Państwowej Straży Pożarnej.

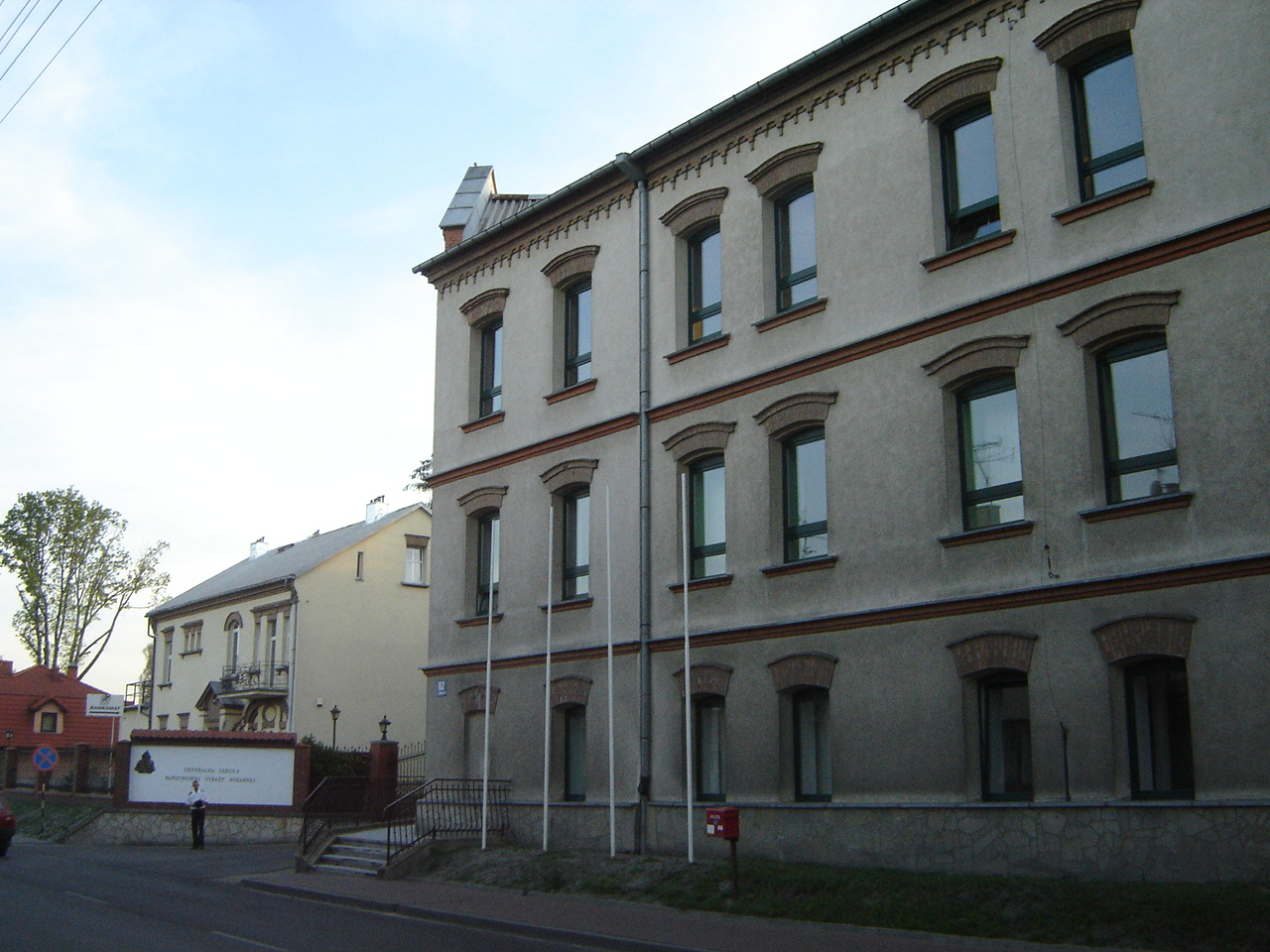
Budynek Szkoły i brama wjazdowa

CS PSP powstała w 1994 roku, a jej siedziba znajduje się w budynkach byłych koszar wojskowych przy ulicy Sabinowskiej, w dzielnicy Stradom.

## Historia
Centralna Szkoła PSP została powołana zarządzeniem Nr 59/94 Ministra Spraw Wewnętrznych z dnia 21 października 1994 roku.
Działalność dydaktyczną rozpoczęto 10 października 1994 roku. Uruchomiono wtedy Kurs Kształcenia Kwalifikacyjnego Podoficerów PSP. 10 lutego 1995 w obecności nadbrygadiera Feliksa Deli, Komendanta Głównego Państwowej Straży Pożarnej oraz zaproszonych gości, 99 słuchaczy otrzymało nominacje na pierwszy stopień podoficerski. W 1996 Szkoła rozpoczęła kształcenie w systemie przemiennym dla zawodu technika pożarnictwa. Od 1997 szkoła kształci aspirantów pożarnictwa w systemie dziennym.
W dniach 5-6 lipca 1996, na szkolnych obiektach sportowych odbyły się, po raz pierwszy w Centralnej Szkole Państwowej Straży Pożarnej, XIII Międzynarodowe Mistrzostwa Polski w Sporcie Pożarniczym. Patronat na Mistrzostwami objęli Minister Spraw Wewnętrznych i wojewoda Częstochowski. Od 1996 Krajowe Zawody Sportowo – Pożarnicze Jednostek OSP oraz Międzynarodowe Mistrzostwa Polski w Sporcie Pożarniczym odbywają się tu corocznie.
W dniach 23-28 czerwca 1997 w Centralnej Szkole Państwowej Straży Pożarnej zorganizowano i przeprowadzono zintegrowane ćwiczenia służb ratowniczych w ramach III Światowego Kongresu Polonii Medycznej. Od 4 do 7 października 1998 roku trwała Międzynarodowa Konferencja Służb Ratowniczych INSARAG. Uczestnikami byli przedstawiciele ONZ oraz 30 krajów między innymi Anglii, Francji, Niemiec, USA, Węgier. Szkoła była również gospodarzem wystawy sprzętu ratowniczego organizowanej przez Fundację Edukacji i Techniki Ratownictwa w latach 2001-2006.
Centralna Szkoła PSP była gospodarzem Mistrzostw Europy Strażaków w Tenisie i Tenisie Stołowym (10-13 września 2009). Otwarcia Mistrzostw dokonał Costas Yonnacos, Prezydent Europejskiej Federacji Sportu. Funkcję wiceprezydenta pełni st. bryg. Marek Chmiel, ówczesny Komendant CS PSP. Zawody rozgrywane były na korcie Centralnej Szkoły Państwowej Straży Pożarnej oraz na kortach Częstochowskiego Klubu Tenisowego Victoria (tenis ziemny) a także w Akademickim Centrum Sportowym Akademii im. Jana Długosza (tenis stołowy).

## Działalność szkoły
Szkoła w ramach swojej podstawowej działalności realizuje:
- Szkolenie podstawowe strażaka jednostki ochrony przeciwpożarowej,
- Studium Dzienne Aspirantów PSP,
- Zaoczne Studium Aspirantów PSP,
- Kursy z zakresu kształcenia i doskonalenia zawodowego pracowników ochrony przeciwpożarowej,
- Szkolenie uzupełniające strażaka jednostki ochrony przeciwpożarowej,
- Kursy i szkolenia na rzecz Ochrony Ludności,
- Kursy Inspektorów Ochrony Przeciwpożarowej.

## Zakres zajęć
Zajęcia praktyczne odbywają się na szkolnym poligonie pożarniczym wyposażonym w stanowiska doskonalące działania w wypadkach takich jak: katastrofy kolejowe, ratownictwo drogowe, wycieki substancji niebezpiecznych, komora dymowa, komora spalania, katastrofy lotnicze, pożary instalacji drogowych, pożary piwnic, uwalnianie ludzi ze studni i kanałów, pożary wewnątrz budynków mieszkalnych, pożary stacji paliw.
Zajęcia odbywają się także w laboratoriach przedmiotowych:
- technicznych systemów zabezpieczeń pożarowych,
- bezpieczeństwa budynków,
- sprzętu ochrony dróg oddechowych,
- fizykochemii spalania i środków gaśniczych,
- profilaktyki pożarowej w elektroenergetyce,
- wyposażenia technicznego.

## Komendanci CS PSP
| Nazwisko                     | Powołanie         | Okres pełnienia funkcji           |
| ---------------------------- | ----------------- | --------------------------------- |
| st. bryg. Teofil Jankowski   | 1 czerwca 1995    | 1 czerwca 1995-15 listopada 2001  |
| st. bryg. Elżbieta Rakowska  | 15 listopada 2001 | 15 listopada 2001-13 czerwca 2006 |
| mł. bryg. Lesław Dereń       | 13 czerwca 2006   | 13 czerwca 2006-16 lipca 2009     |
| st. bryg. Marek Chmiel       | 16 lipca 2009     | 16 lipca 2009-14 czerwca 2016     |
| st. bryg. Piotr Placek       | 14 czerwca 2016   | 14 czerwca 2016-05 stycznia 2024  |
| st. bryg. Jarosław Jankowski | 4 kwietnia 2024   | 4 kwietnia 2024-                  |

## Szkoła w systemie ratowniczym Częstochowy
15 grudnia 1999 ówczesny Komendant Centralnej Szkoły nadbryg. Teofil Jankowski i Komendant Miejski PSP w Częstochowie – bryg. inż. Zbigniew Pyka zawarli porozumienie w sprawie funkcjonowania Jednostki Ratowniczo–Gaśniczej Centralnej Szkoły Państwowej Straży Pożarnej w Częstochowie w systemie ratowniczo-gaśniczym miasta Częstochowy, powiatu częstochowskiego i województwa śląskiego. Dzięki temu porozumieniu 1 stycznia 2000 r. Szkolna Jednostka Ratowniczo-Gaśnicza rozpoczęła swą działalność.
W porozumieniu został określony rejon współdziałania, zasady dysponowania siłami i środkami, minimalne wyposażenie w samochody, sprzęt i środki do prowadzenia działań ratowniczo-gaśniczych. Szkolna Jednostka Ratowniczo-Gaśnicza została zobowiązana do zabezpieczenia operacyjnego rejonu współdziałania w ciągu całego roku. Porozumienie to obejmuje także kwestie uczestniczenia Szkolnej Jednostki w ćwiczeniach na obiektach, manewrach i szkoleniach organizowanych przez Komendę Miejską w Częstochowie.
Słuchacze szkoły uczestniczą w akcjach ratowniczo-gaśniczych. Centralna Szkoła Państwowej Straży Pożarnej stanowi odwód operacyjny Komendanta Głównego Państwowej Straży Pożarnej. Nadzór nad działalnością Jednostki na podstawie ww. porozumienia sprawują: Komendant Szkoły w zakresie organizacyjnym, technicznym, kadrowym i metodycznym oraz Śląski Komendant Wojewódzki PSP w Katowicach i Komendant Miejski PSP w Częstochowie w zakresie kontroli toku pełnienia służby, oceny gotowości operacyjno–technicznej.

## Budynki szkolne
Budynki stanowiące teraz obiekty dydaktyczne i bazę socjalną szkoły przez ponad 100 lat służyły wojsku. W okresie zaborów stacjonował tu 14 Mitawski Pułk Huzarów i 23 Bateria Artylerii Konnej z częstochowskiej 14 Dywizji Kawalerii Imperium Rosyjskiego. Po odzyskaniu przez Polskę niepodległości znajdowały się tu koszary 7 Pułku Artylerii Lekkiej wchodzącego w skład 7 Dywizji Piechoty. Po II wojnie światowej kolejną wojskową formacją stacjonującą był 6 Pułk Zmechanizowany, wywodzący się z 2 Armii Ludowego Wojska Polskiego.
W 1989 roku zlikwidowano stacjonujący w Częstochowie pułk. Problemem dla samorządu miasta i dla częstochowskiego wojewody było właściwe zagospodarowanie obiektów koszarowych. Koszary przekazane zostały Państwowej Straży Pożarnej, która zadecydowała o utworzeniu tu szkoły.
W 2000 roku rozpoczęto budowę nowej części dydaktycznej. Inwestycja zakończona została w maju 2012 roku, a oficjalne otwarcie obiektu nastąpiło w trakcie konferencji naukowej odbywającej się z okazji dwudziestolecia powołania Państwowej Straży Pożarnej. W budynku znajduje się 12 sal wykładowych, dwa laboratoria, 148 dwuosobowych pokoi z pełnymi węzłami sanitarnymi, pokoje dla wykładowców, aula na 319 miejsc z kabinami do tłumaczeń symultanicznych oraz szkolna Jednostka Ratowniczo-Gaśnicza.